# میهای بوژی
میهای بوژی (مجاری: Mihály Bozsi; ۲ مارس ۱۹۱۱ – ۵ مهٔ ۱۹۸۴) بازیکن واترپلو اهل مجارستان بود.